# Toni Merkens
Anton "Toni" Merkens (Colònia, 21 de juny de 1912 - Bad Wildbad, 20 de juny de 1944) va ser un ciclista en pista alemany, que fou professional entre 1937 i 1942.
El 1936 va prendre part en els Jocs Olímpics de Berlín, en què una medalla d'or en la prova del velocitat individual, per davant Arie van Vliet i Louis Chaillot.
Com a amateur aconseguí nombrosos èxits, guanyant tres campionats nacionals de velocitat i un del món de la mateixa especialitat. Com a professional els èxits no foren tan importants i sols destaquen els dos campionats nacionals, un de mig fons i un de velocitat.
El 1942, durant la Segona Guerra Mundial, va ser reclutat per la Wehrmacht i  va ser enviat a lluitar al Front Oriental, on fou ferit. El 1944 va emmalaltir de meningitis en un hospital de Bad Wildbad i va morir.

## Palmarès
- 1933
  -  Campió d'Alemanya de velocitat amateur
- 1934
  -  Campió d'Alemanya de velocitat amateur
  - 1r al Gran Premi de París en velocitat amateur
  - 1r a Copenhaguen de velocitat
- 1935
  -  Campió del món de velocitat amateur
  -  Campió d'Alemanya de velocitat amateur
  - 1r al Gran Premi de París en velocitat amateur
- 1936
  -  Medalla d'or als Jocs Olímpics de Berlín en velocitat individual
  - 1r a Copenhaguen de velocitat
- 1940
  -  Campió d'Alemanya de mig fons
- 1942
  -  Campió d'Alemanya de velocitat